# Epicondilite
Epicondilite ou epicondilite lateral é uma degeneração dos tendões que se originam no cotovelo, atingindo principalmente os músculos extensores do punho e dos dedos.  A epicondilite é também conhecida como cotovelo de tenista.

## Causas
A epicondilite é causada por atividades que exigem uso excessivo ou incomum dos músculos extensores do punho ou dos pronadores do antebraço, como ocorre em alguns desportos, especialmente o tênis, em praticas musicais como o piano, em dentistas pelo esforço diário cíclico ou por tensões repetitivas na articulação do cotovelo.

## Evolução e Sintomas
A epicondilite começa como uma ligeira impressão dolorosa, geralmente localizada na face externa do cotovelo e que se estende pelo terço proximal da face externa do antebraço. Se o esforço repetitivo for continuado, principalmente na região do antebraço em sobrecarga, a área atingida torna-se dolorosa ao toque e a dor pode irradiar para baixo até ao punho. Levantar quaisquer objetos, especialmente com o antebraço estendido, torna-se muito doloroso e quase impossível, mesmo que tenham pouco peso. Gestos de rotação do membro, como o de abrir a maçaneta de uma porta, tornam-se impossíveis.

## Diagnóstico
O diagnóstico da epicondilite lateral pode ser feita inicialmente por uma anamnese e um exame físico articular, com avaliação da musculatura e dos ligamentos locais. 
O médico pode também solicitar exames de imagem, como Radiografias de cotovelo e até uma Ressonância magnética para descartar outros possíveis diagnósticos diferenciais, tais como traumas e artrites.
Uma eletroneuromiografia pode ser solicitada para avaliação de lesão nervosa, pois vários nervos (como o ulnar e o radial) passam próximo a articulação do cotovelo, com a sua compressão podendo resultar em sintomas parecidos.

## Tratamento
O tratamento da epicondilite geralmente é conservador, sendo cirúrgico apenas se não houver remissão (total ou parcial progressiva) com o tratamento medicamentoso e fisioterápico em um período de 3 meses.
A primeira medida sempre será procurar retirar ou minimizar a causa da afecção: o esforço repetitivo ou a sobrecarga local. Em conjunto, emprega-se tratamento medicamentoso com anti-inflamatório e fisioterapia local. Estes tratamentos variam de caso a caso.
É de extrema importância que a pessoa afetada deve imediatamente procurar um profissional da saúde, seja ele médico ou fisioterapeuta.

## Tratamento da Epicondilite com Fisioterapia
A Fisioterapia é muito indicada na redução da inflamação e controle da dor. Existem diversas maneiras de se tratar epicondilite, desde de métodos conservadores não invasivos até tratamentos cirúrgicos. Os tratamentos conservadores podem ser feitos com fisioterapia, uso de órteses, medicamentos, acupuntura e outros.
O fisioterapeuta quando vai executar um tratamento para esse problema tem como foco inicial o controle da dor e da inflamação. Para isso são utilizados recursos como crioterapia, ultrassom, laser e eletroterapia.
A crioterapia utiliza-se do frio para o tratamento de disfunções inflamatórias e traumáticas, principalmente agudas, e para diminuição do edema e indução do relaxamento muscular quando o calor superficial não é eficaz.
A crioterapia é um procedimento que provoca a vasoconstrição através do aumento da atividade neurovegetativa simpática, por meio da ação do frio nos vasos sanguíneos. Os músculos se relaxam e sofrem a analgesia em decorrência da redução da atividade muscular.
O ultrassom como método terapêutico utiliza a energia ultrassônica para causar vibrações mecânicas que causam efeitos terapêuticos nos tecidos orgânicos, decorrentes do movimento de agitação (efeitos mecânicos) ou do calor gerado (efeitos térmicos). A sua aplicação auxilia na redução da inflamação, no relaxamento do músculo e no alívio da dor.
A eletroterapia é muito utilizada em diversos casos de tratamento fisioterapêutico, atuando por meio de correntes elétricas de baixa e média intensidade através de eletrodos que são aplicados diretamente na pele.
Juntamente a estes são executados movimentos de alongamento e fortalecimento da musculatura afetada.
O laser é muito utilizado em inflamações agudas e crônicas e seus efeitos são comprovadamente efetivos.
Outro método utilizado é o alongamento passivo, onde é aplicada uma força externa para mover o segmento envolvido sem a ajuda do paciente.
Exercícios de fortalecimento muscular são imprescindíveis para o tratamento de qualquer lesão músculo esquelética. Reequilibrar a força e o controle motor dos músculos de todo o membro superior acometido é parte de um tratamento de sucesso e reeducação para diminuir a possibilidade de recidiva.
As ortóteses são uma opção, no caso dos problemas no cotovelo as que funcionam como cotoveleira ou braçadeira fazem a imobilização e proteção do membro. Elas atuam como tratamento auxiliar aos demais, possibilitando que o membro fique em repouso, causando o relaxamento dos músculos e tendões. O repouso causado pela órtese torna o processo de recuperação mais rápida.
A aplicação de plasma rico em plaquetas é um tratamento alternativo que vem sendo utilizado como método para acelerar a cicatrização de várias lesões relacionadas a tendinites.
Esses tratamentos possibilitam a redução da inflamação e o alívio da dor, contudo, a recuperação depende de diversos fatores. Mesmo com o tratamento a duração dos sintomas pode se estender ao longo do tempo, podendo durar por semanas ou meses.
Por isso é imprescindível que o paciente siga a risca o tratamento e o que for prescrito pelos profissionais que o acompanham. Não interrompendo antes do tempo e realizando todos os procedimentos necessários para uma melhora efetiva do problema.